# Faith Goldy
Faith Julia Goldy, née le 8 juin 1989 à Toronto, également connue sous le nom de Faith Goldy-Bazos, est une canadienne d'extrême droite, nationaliste blanche,,, commentatrice politique, associée à l'alt-right et à la suprématie blanche. Elle contribue à The Rebel Media et couvre le rassemblement Unite the Right 2017 à Charlottesville, en Virginie,,. Son contrat est résilié en 2017 après avoir participé à un podcast sur The Daily Stormer, un site Web néonazi.
Faith Goldy est candidate à l'élection municipale de Toronto en 2018, elle termine troisième avec 3,4 % des voix. Le 8 avril 2019, elle est bannie de Facebook, ainsi que d'autres "individus et organisations qui propagent la haine, attaquent ou appellent à l'exclusion d'autrui sur la base de qui ils sont".

## Jeunesse et éducation
Faith Goldy née le 8 juin 1989, fréquente le Collège Havergal, une école privée pour filles à Toronto. Elle rejoint par la suite le Trinity College de l'Université de Toronto, où elle obtient ses diplômes en politique et en histoire, en étudiant également la philosophie et les sciences politiques. Elle commence par la suite un master en politique publique à l'École de politique publique et de gouvernance de l'Université de Toronto.
En 2012, elle reçoit le Gordon Cressy Student Leadership Award de l'Association des anciens de l'Université de Toronto.
Lorsque Faith Goldy est à l'école primaire, elle emménage dans un duplex avec sa jeune sœur et sa mère. Elle décrit son père comme violent dans une interview à la radio en 2007.
Ses camarades de classe du Collège Havergal déclarent au magazine New York que Faith Goldy était une adolescente rebelle aux opinions politiques de gauche. En tant qu'étudiante, elle manifeste en faveur de la légalisation de la marijuana, écrit et joue dans un docu-fiction sur les droits des travailleuses du sexe et présente un projet scientifique sur différentes formes de contrôle des naissances.
Faith Goldy se porte également volontaire au sein d'un groupe de soutien à la violence domestique appelé Women Abuse Council.
Elle est administratrice du conseil d'administration de la Metropolitan Andrey Sheptytsky Institute Foundation du 7 octobre 2015 jusqu'à sa démission le 30 mai 2017,.

## Carrière

### Début de carrière etSun News Network
La carrière médiatique de Faith Goldy commence lorsqu'elle apparaît en tant que chroniqueuse dans une émission animée par Michael Coren sur Crossroads.
Elle devient rédactrice pour The Catholic Register en juin 2011 après avoir terminé un programme de mentorat organisé par le journal en 2008-09. À peu près au même moment, elle commence à contribuer au National Post et à apparaître dans les panels de John Oakley Show de Corus Entertainment.
Faith Goldy se retrouve pour la première fois sous les feux des projecteurs en septembre 2012 lorsqu'elle est embauchée comme journaliste au Sun News Network, le contrat dure jusqu'à ce que le réseau cesse d'émettre en février 2015.
Elle réalise un reportage d'un point de vue social conservateur qui s'oppose à l'avortement et au contrôle des armes à feu au Canada. En 2014, elle appelle le pape François à excommunier Justin Trudeau, qui est catholique romain, pour les opinions "extrémistes" du chef du Parti libéral sur l'avortement. Faith Goldy et Coren critiquent la même année les écoles qui ouvrent des toilettes neutres pour les étudiants transgenres.
Pendant ce temps, elle commence à apparaître sur CFRB 1010 AM, elle co-anime également une émission de ZoomerMedia avec Conrad Black et revient brièvement sur Catholic Register en tant que chroniqueuse.

### Rebel News
Lorsque Sun News Network cesse de diffuser, Faith Goldy  est embauché par Rebel News, un site Web canadien de droite fondé par des anciens collègues de Sun News Network, Ezra Levant et Brian Lilley. Elle anime une émission hebdomadaire de commentaires politiques intitulée "On The Hunt With Faith Goldy".
En 2015, elle reçoit Paul Joseph Watson dans son émission ainsi que les deux prétendus immigrants musulmans ayant créé des zones interdites pour faire respecter la charia en Europe. Ces informations sont débunkées par la suite.
Deux jours après qu'Alexandre Bissonnette, 27 ans, ait assassiné six personnes dans une mosquée de Québec, Faith Goldy promeut la théorie du complot selon laquelle le tireur est peut-être musulman.
En mars 2017, Faith Goldy publie sur Twitter une vidéo d'elle-même à Bethléem où elle exprime son choc d'avoir pu entendre l'appel à la prière dans la ville et affirme que "la population chrétienne de Bethléem a été ethniquement nettoyée". La vidéo est dénoncée comme irresponsable et incendiaire. Elle est également critiquée pour ne pas avoir mentionné que la maire de Bethléem, une femme catholique palestinienne nommée Vera Baboun, a soutenu que les politiques d'expansion des colonies israéliennes ont poussé les chrétiens hors des territoires palestiniens,.
Le même mois, un épisode de son émission s'intitule "Plus de musulmans = Plus de terrorisme" en réponse à l'attentat de Westminster à Londres. Au cours de cet épisode, elle interviewe Tommy Robinson, un autre contributeur de Rebel News et fondateur de l'English Defence League.
Le 31 mai 2017, Faith Goldy diffuse sur Rebel Media "Génocide blanc au Canada?", dans laquelle elle affirme que les canadiens d'ascendance européenne sont remplacés par des non-européens en raison des politiques d'immigration du Canada. En réponse à l'émission, plusieurs entreprises cessent de faire de la publicité avec Rebel Media.
Le 21 juin 2017, Faith Goldy prend la parole lors d'un événement en direct à Toronto organisé par Rebel News et appelle à une «contre-croisade» contre les musulmans. Au cours de son discours, elle affirme: "C'est une guerre sainte pour l'Islam. Ils ne viennent pas seulement pour nos soins de santé, n'est-ce pas ? Ils viennent briser la croix.". Rebel News publie des images de son discours avec le titre "C'est l'heure de la croisade".

#### Renvoi deRebel News
En août 2017, Faith Goldy diffuse en direct le rassemblement Unite the Right à Charlottesville, en Virginie, qui proteste contre le retrait des monuments confédérés. Elle se moque des contre-manifestants et se plaint de la partialité présumée de la police contre les manifestants de la droite alternative. La vidéo de Goldy enregistre également l'attaque au cours de laquelle une voiture tue la contre-manifestante Heather Heyer.
Le cofondateur de Rebel Media, Brian Lilley, démissionne après la publication des émissions de Faith Goldy sur le site Web,. Alors que Lilley annonce sa démission, Faith Goldy qualifie un manifeste du suprémaciste blanc Richard Spencer de "robuste" et "bien pensé".
Faith Goldy est licenciée par le cofondateur Ezra Levant après être apparue sur The Krypto Report, un podcast sur le site Web néo-nazi The Daily Stormer,. Levant déclare qu'il a demandé à Goldy de ne pas couvrir le rassemblement de Charlottesville et déclare que son apparition sur The Daily Stormer va "tout simplement trop loin". Faith Goldy déclare plus tard que l'interview de Stormer était "une mauvaise décision",.

### Carrière de militante suprématiste blanc
Après son licenciement, Faith Goldy continue en tant que militante pour les convictions politiques d'extrême droite. Elle commence également à commenter exclusivement les médias de la droite alternative et de la suprématie blanche.
En décembre 2017, Faith Goldy apparaît dans le podcast de droite alternative Millennial Woes et récite le slogan du suprémaciste blanc David Lane: "Nous devons assurer l'existence de notre peuple et un avenir pour les enfants blancs",. Elle déclare: "Je ne vois pas cela comme controversé ... Nous voulons survivre" lorsqu'elle est interrogée sur son utilisation du slogan.
À la suite de ce podcast, le site de financement participatif Patreon suspend son compte en mai 2018, et elle par la suite bannie de PayPal en juillet,. Après avoir perdu son compte Patreon, elle commence à recevoir des contributions via un système de financement participatif alternatif, Freestartr. Cette plate-forme est exclue de PayPal le même mois, la laissant incapable de recevoir des paiements,,.
Dans une vidéo YouTube publiée en avril 2018, Faith Goldy fait l'éloge des écrits de Corneliu Zelea Codreanu, un homme politique roumain qui a fondé une organisation ultranationaliste et violemment antisémite appelée Garde de fer, lors d'une discussion de recommandations de livres pour ses partisans.
Le 8 septembre 2018, Fait Goldy approuve Les Carnets de Turner sur son compte Twitter. Le livre écrit par William Luther Pierce, fondateur des néo-nazis américains et de l'Alliance nationale, raconte l'histoire fictive d'une guerre raciale qui se propage à travers le monde et se termine par le génocide de toutes les races non blanches. Le livre est crédité d'avoir inspiré l'attentat à la bombe d'Oklahoma City et de multiples crimes haineux, et est interdit au Canada.
Le 2 mars 2020, une vidéo réalisée par Faith Goldy pour VDARE appelle à la création d'un "ethnostate blanc" aux États-Unis. Elle apparaît dans l'émission Radio 3Fourteen de Lana Lokteff. Elle apporte également son soutien au parti politique grec Aube dorée, qui est décrit comme néo-fasciste et néo-nazi.

## Campagne à la mairie de Toronto en 2018

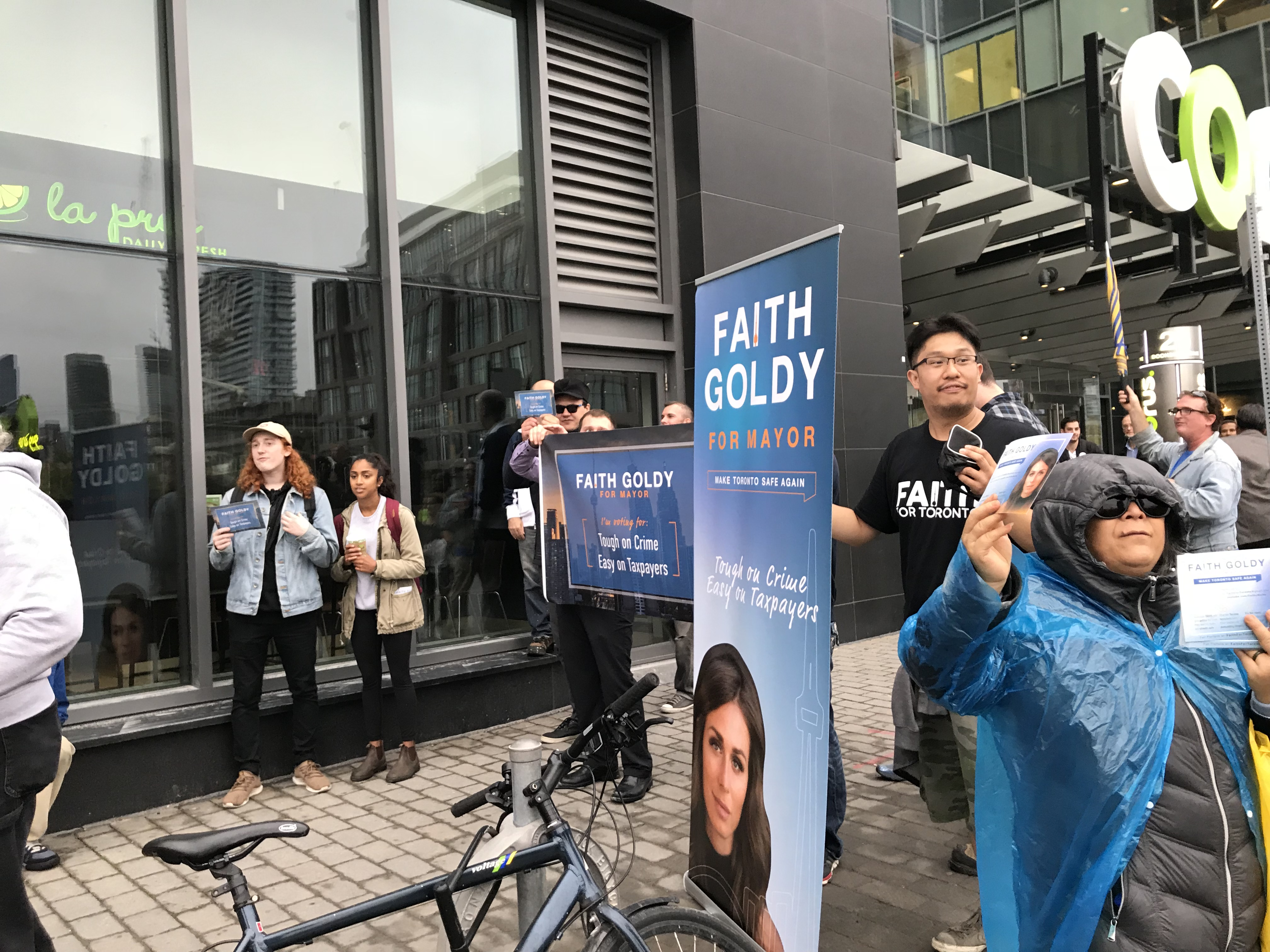
Des partisans de Faith Goldy manifestent devant Corus Quay en septembre 2018.

Répartition des votes de Faith Goldy lors de l'élection du maire de Toronto en 2018, par quartier.

Le 27 juillet 2018, Faith Goldy s'inscrit pour se présenter à la mairie lors des élections de 2018 à Toronto. Son programme de campagne comprend la surveillance des finances des centres islamiques et des mosquées de Toronto, l'envoi d'immigrants illégaux dans des autobus vers la résidence du premier ministre ou une juridiction consentante, et l'interdiction des défilés qui n'accueillent pas la participation du service de police de Toronto. Faith Goldy termine à la troisième de ces élections, remportant 3,4% des électeurs, derrière John Tory et Jennifer Keesmaat.
Dans son émission sur Rebel News, Ezra Levant déclare que Faith Goldy s'est dévoilée comme raciste depuis qu'il l'a licenciée, et qualifie la campagne à la mairie de son ancienne employée de "projet de vanité sur Twitter" conçu pour promouvoir sa marque personnelle.
Après avoir posé pour une photo avec Faith Goldy lors d'un événement politique le 22 septembre, le premier ministre de l'Ontario, Doug Ford, est invité à plusieurs reprises par le Nouveau Parti démocratique à dénoncer Goldy. Le 26 septembre, Doug Ford tweete : "J'ai été clair. Je condamne les discours de haine, l'antisémitisme et le racisme sous toutes leurs formes, que ce soit de la part de Faith Goldy ou de n'importe qui d'autre.",,.
Faith Goldy n'est pas invitée au premier débat tenu le 24 septembre par Artsvote Toronto. Artsvote déclare que tous les candidats ont été contactés et invités à remplir un formulaire décrivant leur programme pour les arts à Toronto, ce que Faith Goldy n'a pas fait. Elle monte brièvement sur scène pendant le débat et se plaint des organisateurs avant que la police ne l'escorte hors des lieux,. Faith Goldy n'est pas non plus invitée au deuxième débat.
Steve King, le représentant républicain des États-Unis pour le 4e district du Congrès de l'Iowa, soutient la campagne de Faith Goldy en octobre 2018. Ce dernier est largement critiqué pour ce soutien par les membres de son propre parti. Steven Stivers, président du Comité national républicain du Congrès, déclare "nous devons nous dresser contre la suprématie blanche et la haine sous toutes ses formes",. Le Washington Examiner qualifie le soutien de King de Goldy "d'approbation honteuse du nationalisme blanc",.

### Échec de la poursuite contre Bell Média
Bell Média refuse de diffuser les publicités de campagne que Faith Goldy a payées sur sa chaîne CP24 pendant la campagne. Faith Goldy intente une action en justice contre l'entreprise et embauche un avocat torontois très en vue, Clayton Ruby, pour la représenter. Rogers Media refuse également de diffuser les publicités de la campagne de Goldy sur ses stations de radio.
La Cour supérieure de l'Ontario rejette l'affaire et ordonne à Faith Goldy de payer à Bell 43 117,90 $ de frais juridiques. Le juge Peter Cananagh écrit dans sa décision que Faith Goldy aurait dû déposer sa plainte auprès du Conseil de la radiodiffusion et des télécommunications canadiennes et non devant les tribunaux.

### Audit des finances pour la campagne municipale
Le 29 avril 2019, le comité d'audit de conformité de Toronto lance un audit des dépenses de campagne de Faith Goldy. La plainte est déposée par Evan Balgord, le directeur exécutif du Réseau canadien anti-haine, à la suite d'une vidéo YouTube publiée par la candidate le 25 octobre 2018 qui demande aux "défenseurs de la démocratie dans le monde entier" de financer son procès raté contre Bell Média. La Loi sur les élections municipales de l'Ontario stipule que les contributeurs à la campagne doivent être des résidents de l'Ontario.
Lorsque Faith Goldy plaide pour le rejet de l'audit, elle est accusée par l'avocat des élections municipales de Toronto, Jack Siegel, d'avoir copié mot pour mot un argumentaire qu'il a écrit dans une affaire sans rapport. L'avocat se porte volontaire pour représenter Balgord et déclare à Canadaland que "toute la personnalité publique de Goldy est quelque chose à laquelle je m'oppose fondamentalement" et que "parce qu'elle a "emprunté" mon argumentaire si efficacement, elle m'a recruté de l'autre côté".
Le comptable agréé William Molson, un auditeur chargé par la ville de Toronto d'examiner les dépenses électorales de Faith Goldy, conclut le 13 janvier 2022 que la candidate a enfreint les lois sur le financement des élections.
William Molson découvre au cours de ses investigations que Faith Goldy n'a pas déclaré plus de 56 000 $ en dons de campagne pendant la période légale de collecte de fonds et a collecté 101 118 $ supplémentaires après la fermeture de la fenêtre légale pour les dons. L'audit révèle également que la candidate a illégalement accepté des dons de personnes qui ne résident pas en Ontario, a mélangé ses finances personnelles et de campagne et n'a pas coopéré avec l'audit ordonné par le comité.
Faith Goldy déclare au comité que ses erreurs comptables proviennent de son manque d'expérience dans les campagnes électorales municipales. Elle promet de rembourser tout don illégal. Elle déclare également qu'elle n'a aucune envie de retourner à la politique ou à une carrière dans les médias et qu'elle est entièrement dévouée à sa vie privée. Le 8 février 2022, le comité vote pour envoyer la vérification à un procureur provincial.

## Opinions politiques
Les opinions de Faith Goldy sont décrites comme nationalistes blanches d'extrême droite, de droite alternative,,, et suprématiste blanc. Elle promeut la théorie du complot du génocide blanc,,.
Faith Goldy déclare à la chaîne YouTube d'extrême droite Red Ice "le racisme est utilisé pour pathologiser un instinct sain et naturel chez les gens. Quand quelqu'un vous dit que vous êtes un raciste ou un suprématiste blanc, dites-lui que c'est un terme d'oppression et que vous n'y adhérez pas.".
Ses convictions suscitent des critiques, notamment une pétition pour annuler son prix de leadership étudiant Gordon Cressy. GQ la qualifie de "l'une des propagandistes les plus en vue du Canada" de la théorie du complot du génocide blanc.
Le 8 avril 2019, Faith Goldy est bannie de Facebook, ainsi que plusieurs nationalistes blancs et "des individus et des organisations qui propagent la haine, attaquent ou appellent à l'exclusion d'autrui sur la base de qui ils sont".
Au printemps 2019, faisant face à une action en justice du Réseau canadien anti-haine, Faith Goldy se rétracte officiellement et s'excuse d'avoir diffusé une affirmation erronée sur le groupe sur Twitter.